# Caladium
Caladium és un gènere de plantes de flors pertanyent a la família Araceae. Són coneguts popularment com a "orella d'elefant" (Tenen una estreta relació amb els gèneres Alocasia, Colocasia, i Xanthosoma). Hi ha unes 1000 variacions de Caladium bicolor des de l'original de Sud-amèrica.
El gènere Caladium inclou set espècies, natives del Brasil i Guaiana i regions veïnes de Sud-amèrica i de Centreamèrica. Creixen en àrees obertes de la selva en l'estació seca. La planta silvestre aconsegueix 4-9 dm d'altura amb fulles de 15-45 cm de llarg i ample. Són plantes herbàcies d'arrel tuberosa. Fulles radicals, és a dir, neixen directament del tubercle, apareixen al final de llargs tiges (fins a 3 dm d'altura) i poden arribar a mesurar fins a 6 dm de longitud, el color és molt variat: sobre una base verda, de distinta tonalitat, s'alternen matisos molt delicats que van des de l'ivori al rosa, del blanc al carmesí o al vermell, amb dibuixos de moltes formes.
Flors espàdix verdós que emboliquen la inflorescència; no tenen valor ornamental.

## Taxonomia
- Caladium andreanum Bogner
- Caladium bicolor (Aiton) Vent.
- Caladium coerulescens G.S.Bunting
- Caladium humboldtii (Raf.) Schott
- Caladium lindenii (André) Madison
- Caladium macrotites Schott
- Caladium picturatum K.Koch i C.D.Bouché
- Caladium schomburgkii Schott
- Caladium smaragdinum K.Koch & C.D.Bouché
- Caladium steyermarkii G.S.Bunting
- Caladium ternatum Madison
- Caladium tuberosum (S.Moore) Bogner & Mayo